# Leopoldo Retti

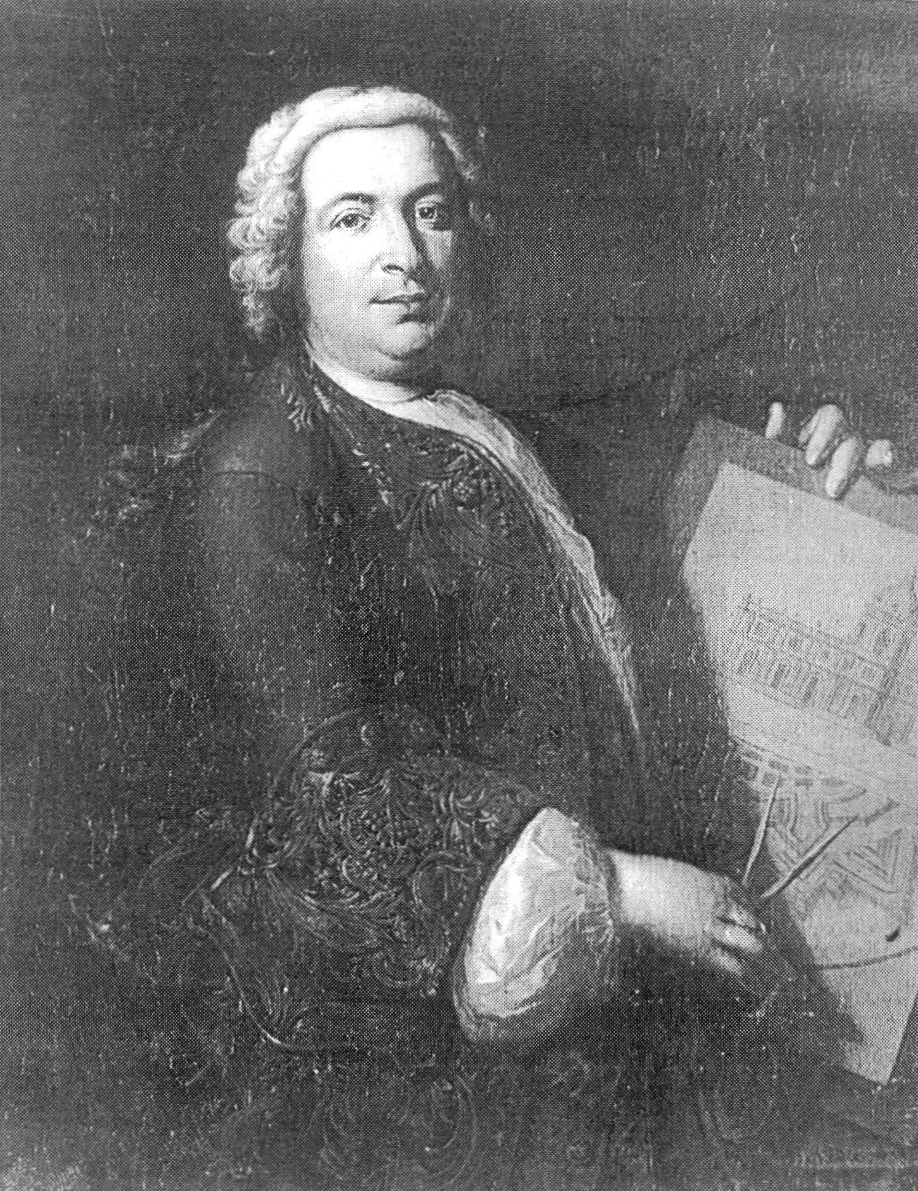
Leopoldo Retti

Leopoldo Matteo Retti, auch bekannt als Leopold Retty (* 1704 in Laino; † 18. September 1751 in Stuttgart) war ein bedeutender Baumeister des süddeutschen Barock. Zu seinen Hauptwerken gehören das Residenzschloss Ludwigsburg, das Neue Schloss Stuttgart sowie in Ansbach die Residenz, das Stadtpalais und die Synagoge.

## Leben
Leopoldo Retti entstammte einer Künstlerfamilie, sein Vater Lorenzo Mattia Retti war Stuckateur, der Stuckateur Donato Riccardo Retti, der Maler Livio Retti sowie der Architekt und Bauunternehmer Paolo Retti waren seine Brüder. Sein Onkel, der Stuckateur und Baumeister Donato Giuseppe Frisoni, der 1714 den Auftrag zur Fortführung des Schlossbaues von Schloss Ludwigsburg bekam, ließ 1717 Leopoldo und seine Brüder nach Ludwigsburg kommen. Während die älteren Brüder Riccardo und Livio dort als Stuckateure und Maler arbeiteten, erhielt Leopoldo bei dem dritten Bruder Paolo und Frisoni eine grundlegende Architekturausbildung, die auch einen Aufenthalt in Paris einschloss.
1726 übertrug der Herzog von Württemberg die gesamte Bautätigkeit der neuen Stadt Ludwigsburg Leopoldo Retti, der ab sofort im Rang eines Leutnants stand und ein Jahresentgelt von 400 Gulden erhielt. Im Jahre 1731 erhielt Retti den Ruf nach Ansbach, wo er zum Capitain ernannt wurde und im Laufe der Jahre auch Künstler aus dem Familiennetzwerk einzubinden wusste, wie die Brüder Diego und Carlo Carlone, wurde. Als Leopoldos Vorgänger Carl Friedrich von Zocha abtrat, wurde er 1732 zum markgräflichen Obristbaudirektor. Zahlreiche nach seinen Entwürfen errichtete Bauten prägen bis heute das Bild Ansbachs, darunter die Synagoge, die Sankt-Gumbertus-Kirche und sein eigenes prächtiges Retti-Palais.
Auch erhielt er einen Ruf nach Kirchberg an der Jagst: Karl August zu Hohenlohe-Kirchberg hatte 1737 seinen Vater als Reichsgraf beerbt und strebte den Reichsfürstenrang an. Zum Repräsentieren brauchte er ein prächtigeres Residenzschloss; 1738 und in den folgenden Jahren baute Retti für Karl August das Schloss Kirchberg in Kirchberg an der Jagst im Stil des Spätbarock um. 1741 erhielt er den Rang eines Artillerie-Majors.
Nach einer kurzen kriegsbedingten Pause erhielt Retti 1745 von Herzog Carl Eugen von Württemberg die Generalplanung für das Neue Schloss in Stuttgart. In den Jahren 1748 und 1749 fertigte Retti Pläne für das Schloss Karlsruhe an. Seine Pläne wurden jedoch nicht verwirklicht. Einer seiner Schüler war Albrecht Friedrich von Kesslau, der in Karlsruhe später markgräflicher Architekt wurde.
Leopoldo Retti starb am 18. September 1751 an einer unbekannten Krankheit in Stuttgart und wurde auf dem katholischen Friedhof in Oeffingen beigesetzt. Der Architekt Maurizio Pedetti war der Sohn seiner Schwester. Seine Lebensleistung zu würdigen hat sich der in Ansbach ansässige Förderverein Retti e. V. zum Ziel gesetzt. In Ansbach sowie in Nürnberg-Mögeldorf wurde eine Straße nach ihm benannt. In Stuttgart, direkt am Neuen Schloss, existiert ein Weg, der seinen Namen trägt.

## Werke (Auswahl)
- Residenz Ansbach, Vollendung der Arbeiten
- Stadtpalast (sog. Retti-Palais) Ansbach
- Synagoge Ansbach
- Schloss Dennenlohe
- Schloss Eschenau, Umbau
- Evangelische Kirche Peter und Paul, Gerabronn
- Schloss Kirchberg, Umbau

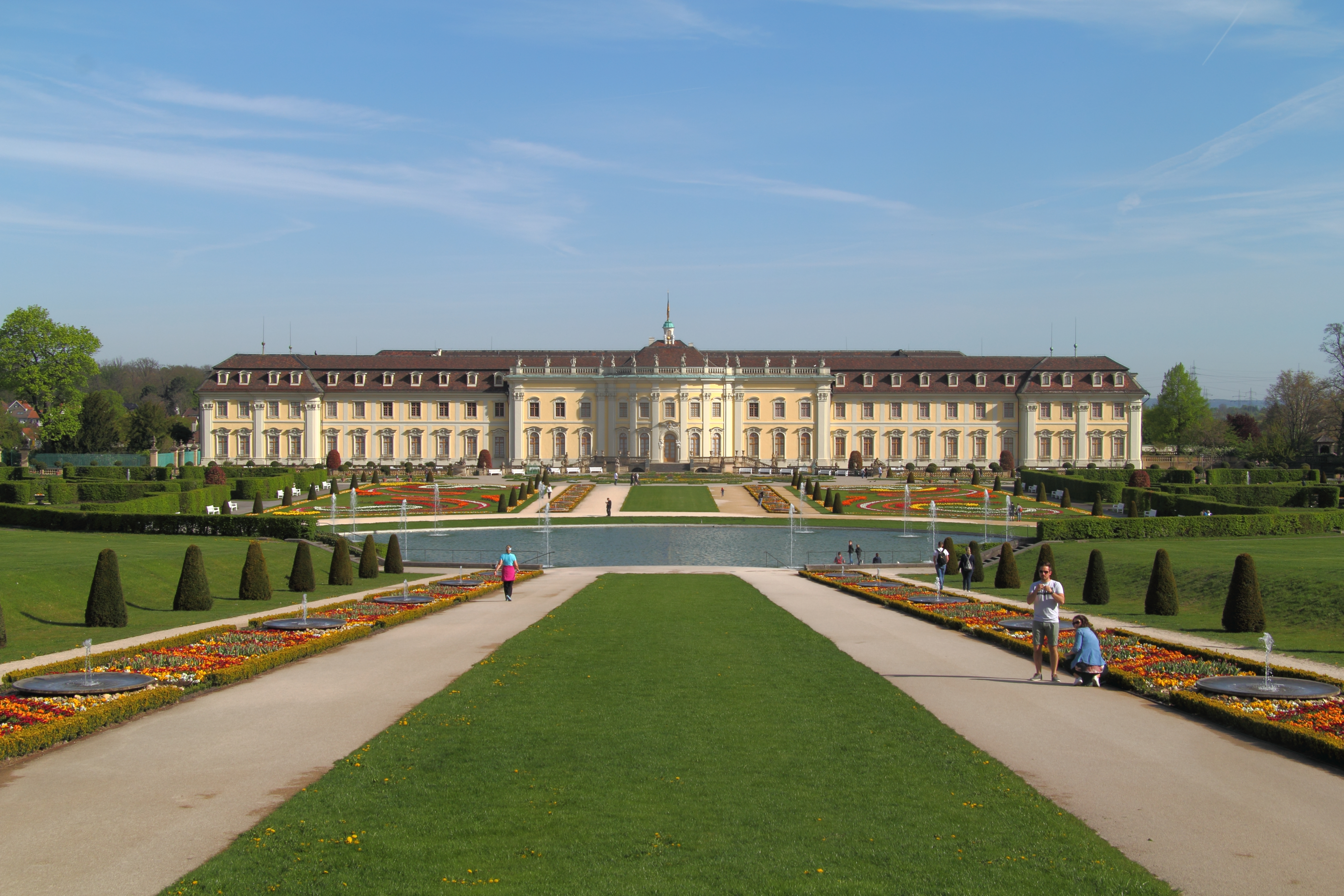
Residenzschloss Ludwigsburg
- Schloss Schwaningen, Umbauten
- Evangelische St.-Bartholomäuskirche Sommerhausen
- Ehemaliges Pfarrhaus Sondernohe, Markt Flachslanden
- Schloss Stutensee
- Schloss Karlsruhe, Entwürfe
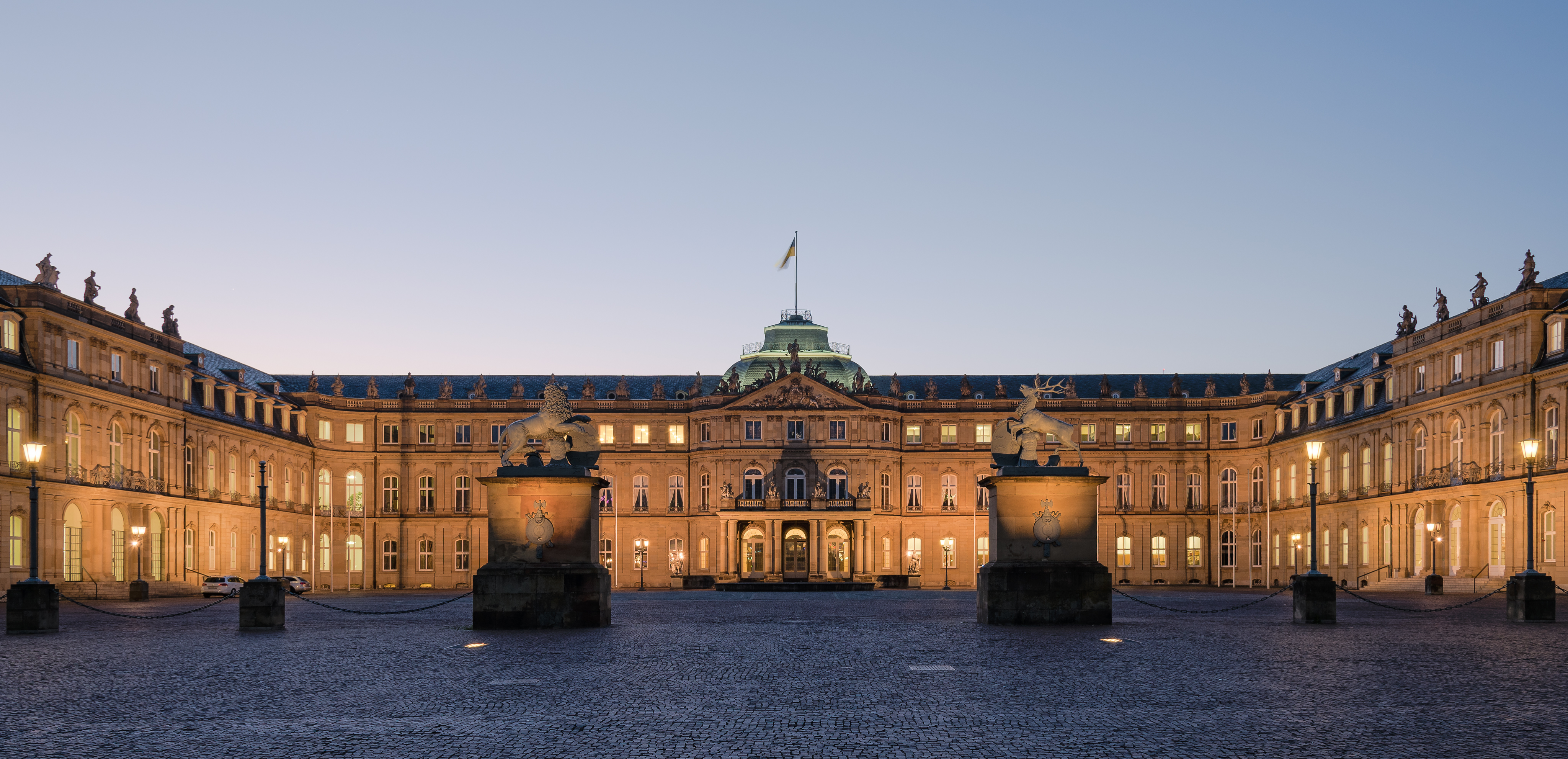
Neues Schloss Stuttgart
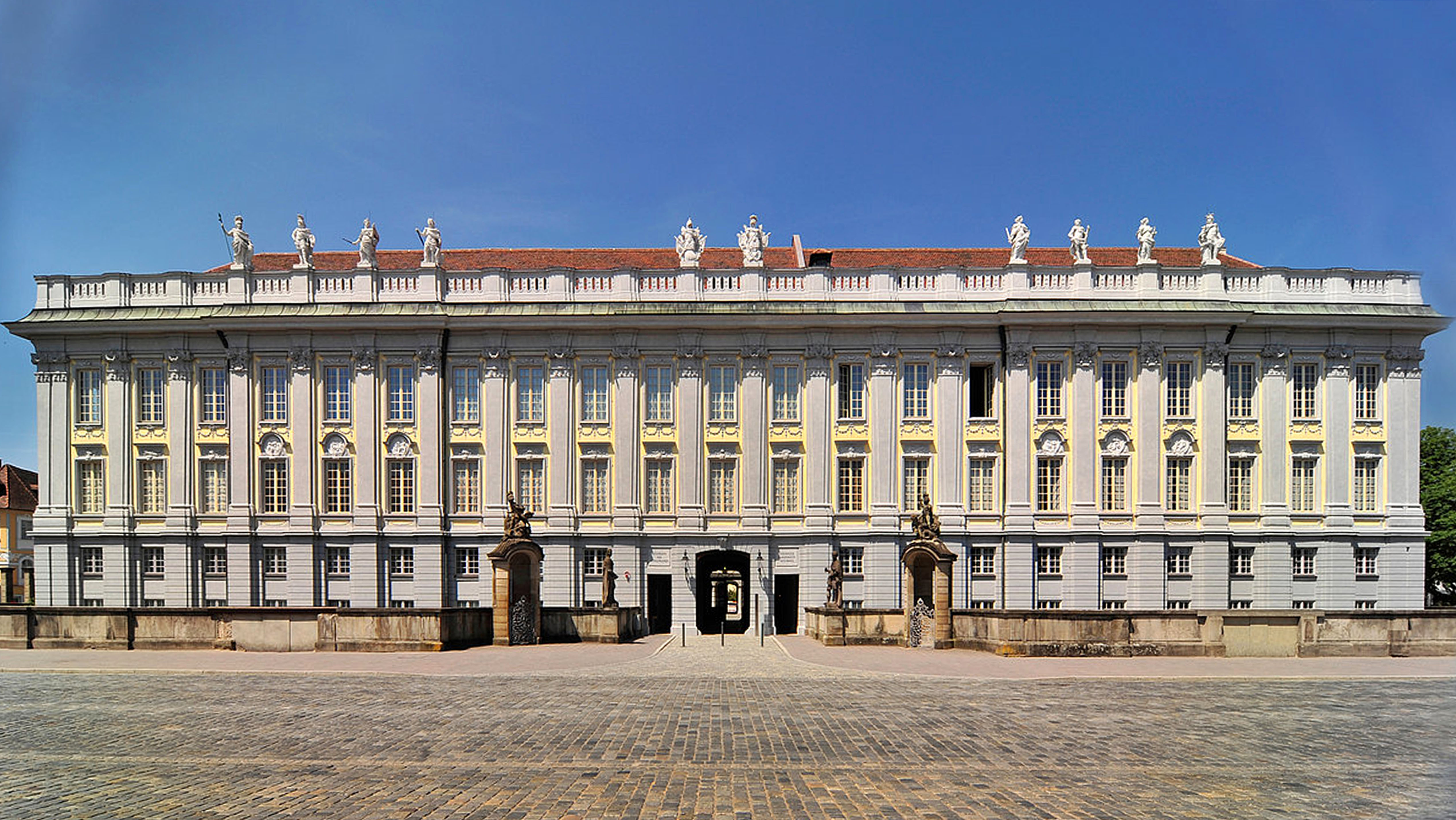
Residenz Ansbach
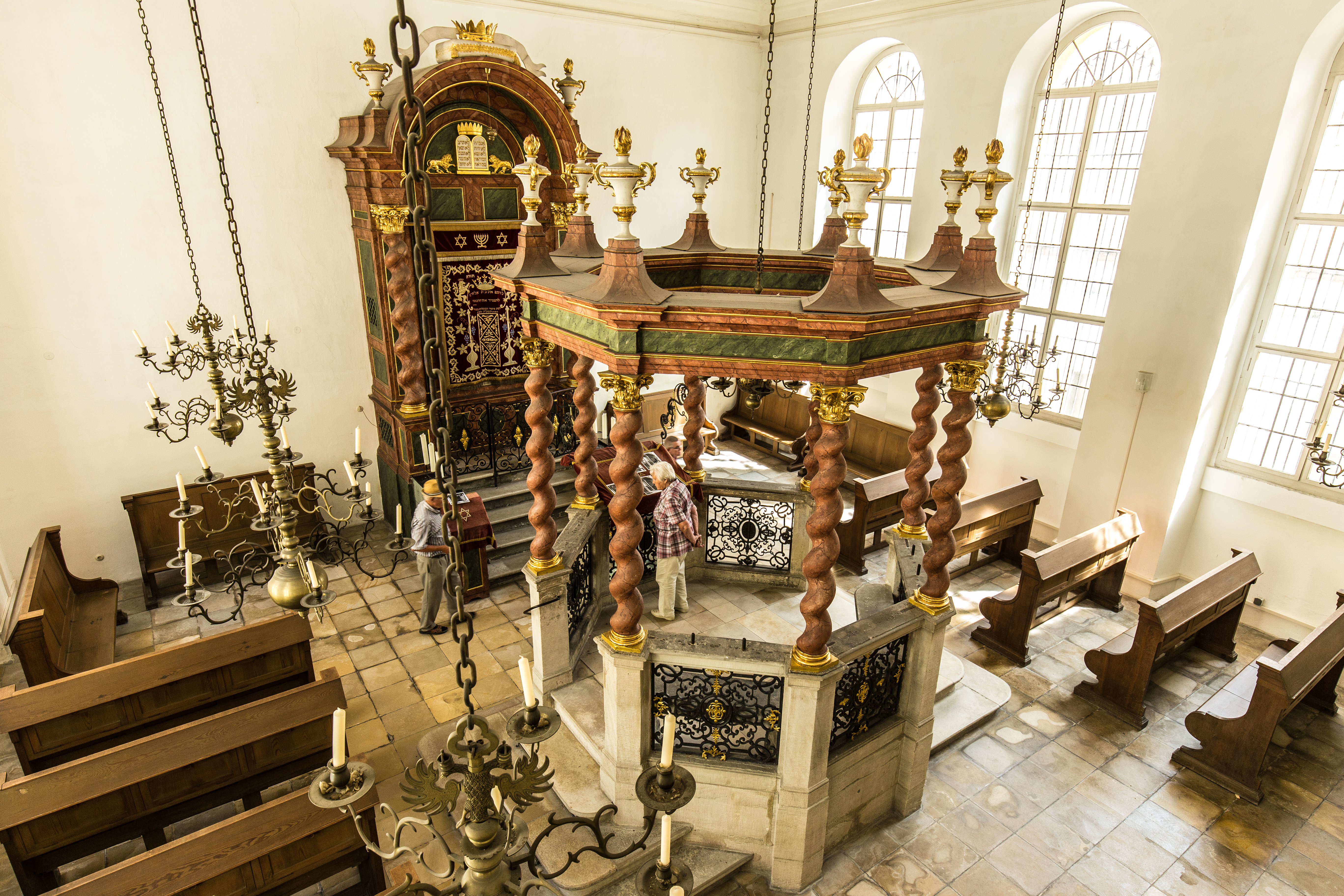
Synagoge Ansbach
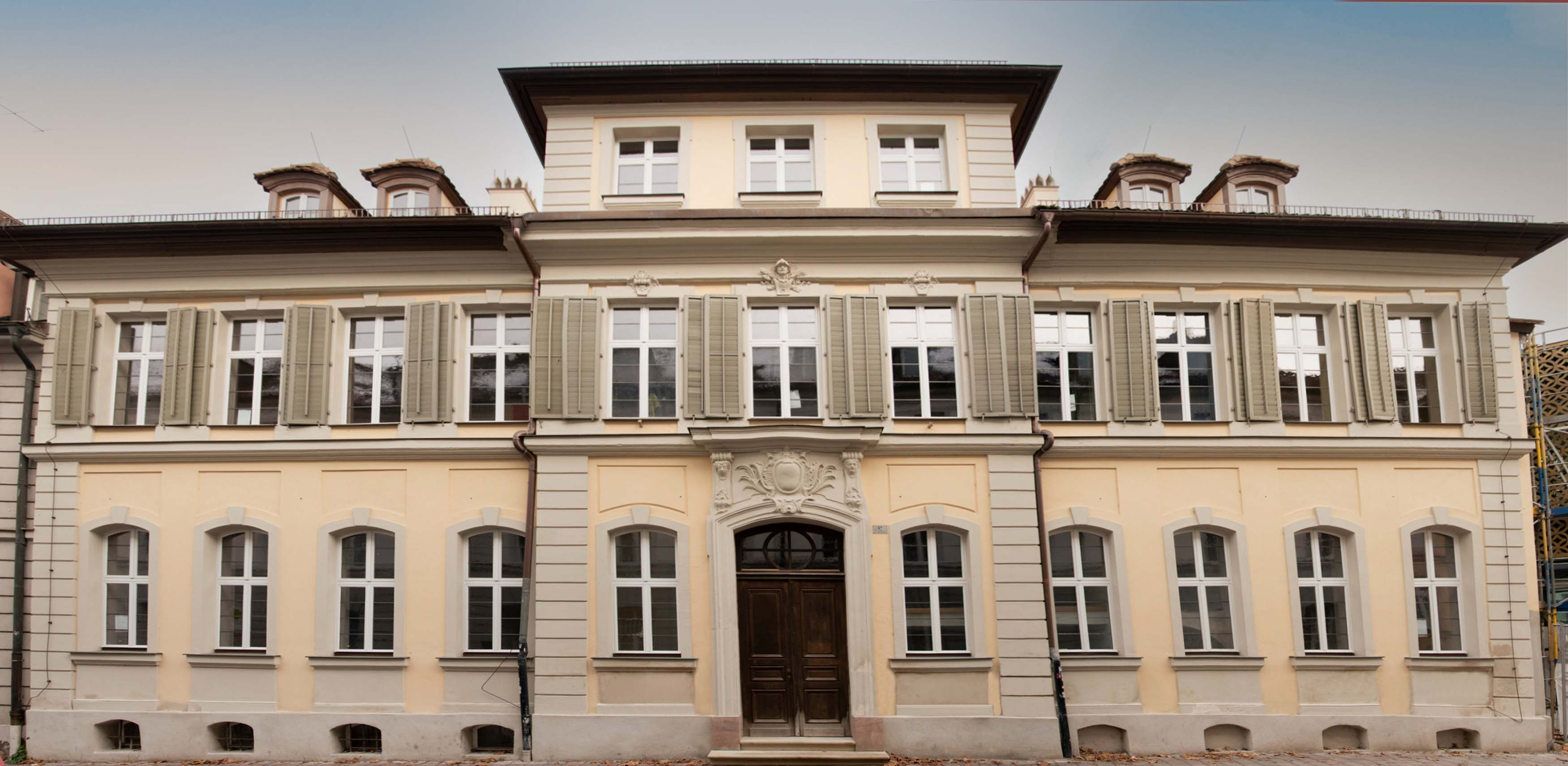
Retti-Palais, Ansbach

- Residenzschloss Ludwigsburg
- Neues Schloss Stuttgart
- Residenz Ansbach
- Synagoge Ansbach
- Retti-Palais, Ansbach